# Mauro Zárate
Mauro Matías Zárate (* 13. März 1987 in Haedo, Provinz Buenos Aires) ist ein argentinisch-chilenischer Fußballspieler auf der Stürmerposition.

## Vereinskarriere

### CA Vélez Sársfield
Der Stürmer spielte bereits in der Jugend bei CA Vélez Sársfield. Am 21. April 2004 debütierte er für die Profimannschaft in der argentinischen Primera División. In der Apertura 2006 wurde Zárate mit zwölf Toren zusammen mit Rodrigo Palacio Torschützenkönig.

### Al-Sadd/Birmingham City
Im Juni 2007 schloss er sich in Katar dem Verein Al-Sadd an.
Am 21. Januar 2008 wechselte Zárate dann auf Leihbasis bis zum Saisonende – plus Option für eine anschließend dauerhafte Verpflichtung – in die englische Premier League zu Birmingham City.

### Lazio Rom/Inter Mailand
Nach dem Abstieg der Blues verließ Zárate England in Richtung Lazio Rom in die italienische Serie A, wo er erneut zunächst auf Leihbasis, mit der späteren Option einer dauerhaften Verpflichtung, anheuerte. Nach erfolgreich verlaufener Leihe – Zárate erzielte unter anderem 13 Ligatore – zog Lazio diese Option und verpflichtete den Stürmer für 20 Millionen Euro. Bei Lazio erhielt Zárate einen Vertrag bis 2014 bei einem Jahresgehalt von etwa zwei Millionen Euro. In seiner zweiten Saison bei den Römern konnte der Stürmer aber lediglich drei Ligatore erzielen, in seiner dritten Saison immerhin neun.
Am 31. August 2011 wurde Zárate an Inter Mailand ausgeliehen. Die Nerazzurri erhalten außerdem eine Kaufoption. Im zweiten Gruppenspiel der Champions-League-Saison 2011/12 am 27. September 2011 erzielte er seinen ersten Treffer im Trikot der Mailänder, als er bei ZSKA Moskau den 3:2-Siegtreffer schoss. Insgesamt erzielte er bei 31 Pflichtspielauftritten aber nur drei Tore für die Nerazzurri.
Nach dem Ende der Leihe an Inter kehrte Zárate zur Saison 2012/13 zu Lazio zurück. Bereits im November 2012 wurde bekannt, dass Zárate Lazio im Januar 2013 verlassen wird, da er nicht mehr zur Startelf gehört, aber bestbezahlte Spieler der Römer ist. Im Dezember 2012 wurde Zárate von Lazio suspendiert, da er sich geweigert hat, in einem Ligaspiel gegen Inter Mailand auf der Bank Platz zu nehmen.

### Rückkehr zu Vélez Sarsfield
Im Juli 2013 kehrte Zarate zu seinem ersten Verein, Vélez Sarsfield, zurück. Er gewann mit Vélez Sarsfield die Supercopa Argentina 2013 und holte sich die Torjägerkrone in der argentinischen Primera División.

### West Ham United/Queens Park Rangers

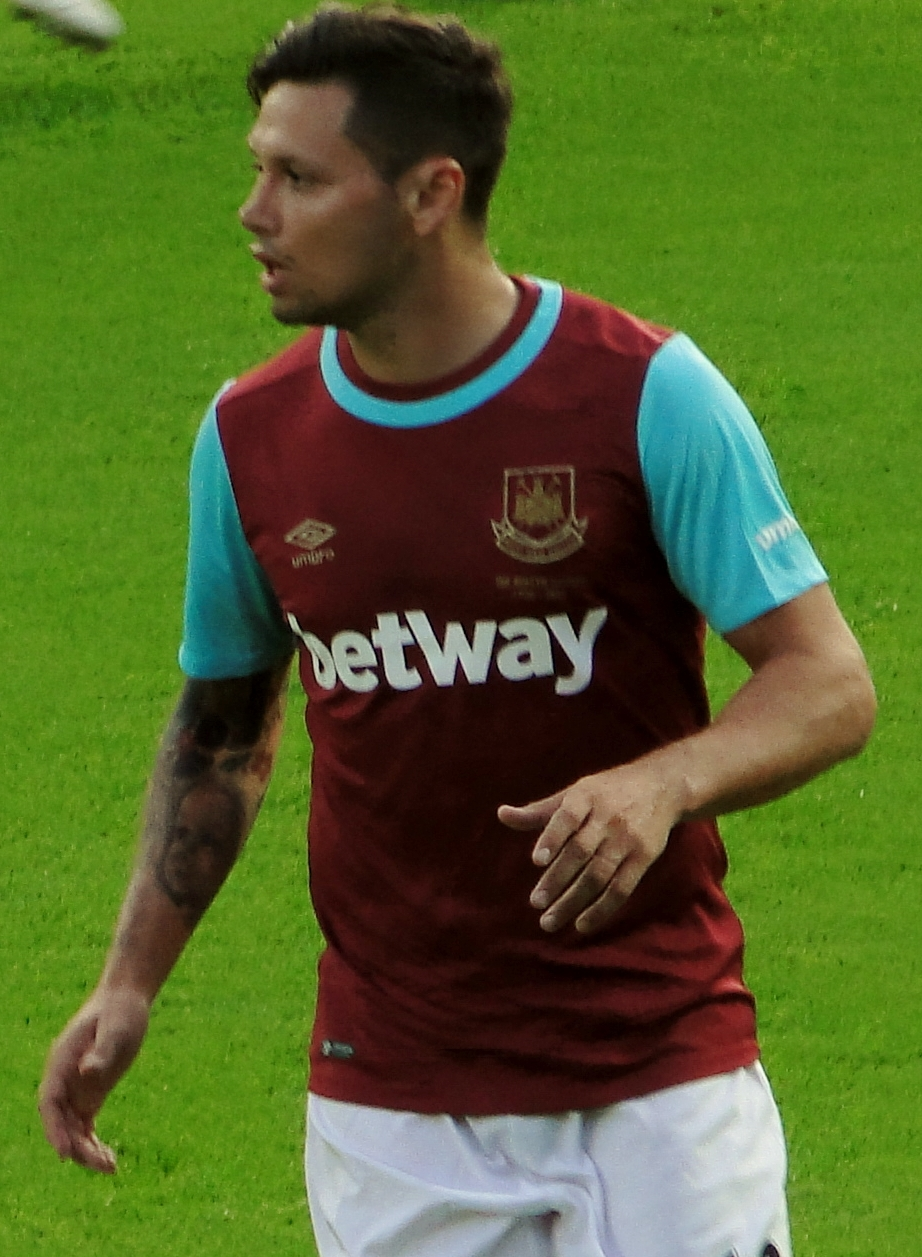
Zárate bei West Ham (2015)

Im Sommer 2014 wurde Zárate von Sam Allardyce zu West Ham United nach London geholt, wo er einen Dreijahresvertrag unterschrieb. Am 23. August traf er, bei seinem ersten Meisterschaftsspiel für die "Irons", mit einem sehenswerten Volley und verhalf West Ham zu einem 3:1-Auswärtssieg bei Crystal Palace. Nach einem halben Jahr bei West Ham United wurde er bis Saisonende an die Queens Park Rangers ausgeliehen. Nach lediglich vier Einsätzen kehrte er zu West Ham zurück und absolvierte in der Hinrunde der Spielzeit 2015/16 15 Partien für die Hammers.

### AC Florenz
Im Januar 2016 wechselte Zárate zum italienischen Erstligisten AC Florenz.

### FC Watford
Im Januar 2017 schloss sich Zárate dem FC Watford an. Im Oktober wurde er an al-Nasr FC und in der Winterpause weiter an seinen ehemaligen Verein CA Vélez Sársfield verliehen.

## Nationalmannschaft
Mit der argentinischen U-20-Auswahl gewann Zárate die Junioren-Fußballweltmeisterschaft 2007.

## Trivia
Mauros älterer Bruder Sergio spielte in den 1990er Jahren in der Fußball-Bundesliga für den 1. FC Nürnberg und den Hamburger SV und brachte es dort auf insgesamt 80 Spiele und 23 Tore. Er fungiert heute als Mauros Manager und Berater.

## Erfolge
- Argentinischer Meister: 2005
- Italienischer Pokalsieger: 2009
- Italienischer Supercupsieger: 2009